# Alvania auberiana
Alvania auberiana is een slakkensoort uit de familie van de Rissoidae. De wetenschappelijke naam van de soort werd in 1842 voor het eerst geldig gepubliceerd door Alcide d'Orbigny.